# 電力機器の保護方式
電力機器の保護方式 (でんりょくききのほごほうしき) は、外部環境から電力機器を保護する方式のことである。

## 保護方式の例
- 全閉形
  - 全閉自冷形
  - 全閉外扇形
  - 全閉内冷形
  - 全閉防塵形
- 水中形
- 防爆形
  - 油入防爆形
  - 耐圧防爆形
  - 安全増防爆形
  - 内圧防爆形
  - 本質安全防爆形